# Teretrius mogul
Teretrius mogul är en skalbaggsart som beskrevs av Lewis 1911. Teretrius mogul ingår i släktet Teretrius och familjen stumpbaggar. Inga underarter finns listade i Catalogue of Life.